# دیتمار هیرش
دیتمار هیرش (انگلیسی: Dietmar Hirsch؛ زادهٔ ۸ دسامبر ۱۹۷۱) بازیکن فوتبال اهل آلمان است.
از باشگاه‌هایی که در آن بازی کرده‌است می‌توان به باشگاه فوتبال هانزا روستوک، باشگاه فوتبال دویسبورگ، و باشگاه فوتبال بروسیا مونشن‌گلادباخ اشاره کرد.